# 航天飞机轨道机动系统
航天飞机轨道机动系统（OMS）是一個甲基肼液體推進劑火箭的系統航天飞机上使用的引擎。由洛克達因在美國設計和製造，該系統允許軌道器執行各種軌道機動每個任務剖面的要求：主引擎截止後的入軌，飛行期間的軌道修正，以及再入的最後脫軌燃燒。OMS很少在航天飛機的主要上升部分中途被點燃幾分鐘，以幫助加速進入軌道（通常在攜帶重型ISS有效載荷時）。這發生在STS-51-F、STS-124、STS-128和STS-135。
OMS由安裝在軌道器尾部機身上的兩個吊艙組成，位於垂直穩定器的兩側。每個吊艙包含一個AJ10-190引擎，基於阿波羅服務艙的服務推進系統引擎，產生26.7千牛頓（6,000磅力）比衝（Isp）為316秒的推力。氧化劑燃料比為1.65比1，噴管出口與喉部的膨脹比為55:1，發動機的腔室壓力為8.6bar。每台發動機的干重為260磅。每個引擎可以重複使用100次任務，總共能夠啟動1,000次和15小時的燃燒時間。
這些吊艙還包含軌道飛行器尾部的反應控制系統（RCS）發動機，因此被稱為“OMS/RCS”吊艙。OM發動機和RCS都燃燒甲基肼（MMH）作為燃料，用四氧化二氮（N
2O
4）氧化，推進劑儲存在OMS/RCS吊艙內的油箱，以及其他燃油和發動機管理系統。裝滿後，吊艙一起攜帶4,087（9,010磅）的MMH和6,743（14,866磅）的N
2O
4，允許OMS產生大約1,000英尺每秒（300每秒）的總delta-v和65,000-磅（29,000-）有效載荷。

## 拟议的OMS有效載荷托架套件
它從未建成，但為了增強OMS，提出了一個OMS Payload Bay Kit。它將使用安裝在有效載荷艙中的一套、兩套或三套OMS油箱，以提供額外的500 ft/s、1000 ft/s或1500 ft/s對軌道器的delta-V。軌道器控制面板有相關的開關和儀表，但它們不起作用。:1–2